# Персеиди
Персеидите са богат метеорен поток, чието родителско тяло е кометата Суифт-Тътъл. Както всички метеорни потоци, те носят името на съзвездието, в което се намира радиантът им. В страните от Западна Европа е известен като „Сълзите на свети Лаврентий“, понеже нощта на максимума на Персеидите съвпада с църковния празник на свети Лаврентий Римски – 10 август.
Максимумът на активността на потока настъпва около 13 август, като от 8 август активността на Персеидите превишава активността на спорадичните метеори и останалите потоци. През 1992, в годината, в която родителското тяло на потока, кометата Суифт-Тътъл преминава през перихелий, се наблюдава метеорен дъжд (ZHR > 400). Силните прояви на висока активност са свързани преди всичко с преминаванията на кометата през перихелий. 109P е дългопериодична комета, с период от около 130 години, която след перихелия си от 1992 се отдалечава от Слънцето, така че с годините активността на потока постепенно ще спада.
Светлинното замърсяване не позволява (затруднява) наблюдение на потока в градски условия.